# Obrót pozagiełdowy
Obrót pozagiełdowy – system, w którym obrót papierami wartościowymi na rynku wtórnym odbywa się bezpośrednio między dwiema stronami, bez pośrednictwa giełdy.

## Regulowany rynek pozagiełdowy
Zasady notowań sesyjnych na rynkach regulowanych i pozagiełdowych są bardzo podobne. Największe różnice dotyczą sposobu zawierania transakcji pakietowych. Na regulowanym rynku pozagiełdowym firmy inwestycyjne i banki mogą zawierać hurtowe transakcje kupna lub sprzedaży bezpośrednio z dającym zlecenie.

### Polska
W Polsce organizatorem obrotu pozagiełdowego jest spółka akcyjna BondSpot S.A., której przedmiotem działania jest prowadzenie Regulowanego Rynku Pozagiełdowego (RRP) oraz jej obsługa operacyjna, gromadzenie, przedstawianie i udostępnianie informacji o transakcjach na nim zawartych. Zezwolenia na prowadzenie regulowanego rynku pozagiełdowego papierów wartościowych udziela Komisja Nadzoru Finansowego.

## Nieregulowany rynek pozagiełdowy
Nieregulowany rynek pozagiełdowy (rynek OTC) to rynek finansowy na którym transakcje dokonywane są bezpośrednio między stronami, często za pośrednictwem banków i banków inwestycyjnych i dotyczą niewystandaryzowanych instrumentów finansowych – w odróżnieniu od giełdy, gdzie dla zapewnienia przejrzystości handlu cechy instrumentów finansowych muszą być określone przez giełdę i identyczne dla wszystkich transakcji tego samego instrumentu.
Rynki OTC obejmują między innymi rynek międzybankowy depozytów i lokat, międzybankowy rynek walutowy oraz rynek OTC instrumentów pochodnych.
Rynki OTC walut i instrumentów pochodnych są największymi rynkami na świecie pod względem wartości zawieranych transakcji. Według Bank for International Settlements wartość otwartych pozycji na rynku OTC instrumentów pochodnych na koniec czerwca 2014 r. przekroczyła 691 bilionów USD a szacowane obroty przekraczają 500-600% rocznego PKB świata.
Statystyka rynku OTC instrumentów pochodnych.